# Dexter fait son cinéma
Dexter fait son cinéma (titre original : Dexter's Final Cut) est le onzième roman de Jeff Lindsay, et le septième livre de la série consacré au personnage Dexter Morgan. Le livre a été publié le 18 octobre 2011.

## Résumé
Dexter Morgan n'est pas un tueur en série comme les autres. Il aime son travail de jour comme expert médico-légal en analyse de traces de sang pour le Département de police de Miami. Mais il vit pour son passe-temps, chasser de nuit des meurtriers qui ont longtemps échappé à la justice. Cependant, alors qu'il a délaissé son passe-temps depuis quelques mois, il se retrouve à être conseiller technique pour une série télévisée, devant aider un comédien envahissant son travail de jour à devenir une version crédible sur le petit écran. Mais la réalité va les rattraper quand un nouveau tueur en série semble viser la star féminine du show.

## Éditions
- Jeff Lindsay, Dexter's Final Cut, édition britannique parue en 2013. Orion Books Limited,  (ISBN 978-2-749-92199-0)